# Robert Grecu
Robert Ionuț Grecu (sinh ngày 2 tháng 6 năm 1998) là một cầu thủ bóng đá người România thi đấu cho Argeș Pitești theo dạng cho mượn từ Viitorul Constanța chủ yếu ở vị trí tiền vệ chạy cánh phải.

## Sự nghiệp câu lạc bộ

### Steaua București
Robert Grecu thi đấu trận đầu tiên ở Liga I năm 2017, trong chiến thắng 2-1 trước Concordia Chiajna.

## Thống kê sự nghiệp

### Câu lạc bộ
| Câu lạc bộ            | Mùa giải            | Giải vô địch | Giải vô địch | Cúp     | Cúp       | Châu Âu | Châu Âu   | Khác    | Khác      | Tổng cộng | Tổng cộng | Tổng cộng |
| Câu lạc bộ            | Mùa giải            | Số trận      | Bàn thắng    | Số trận | Bàn thắng | Số trận | Bàn thắng | Số trận | Bàn thắng | Số trận   | Bàn thắng |           |
| --------------------- | ------------------- | ------------ | ------------ | ------- | --------- | ------- | --------- | ------- | --------- | --------- | --------- | --------- |
| Viitorul II Constanța | 2015–16             | 0            | 0            | 1       | 1         | –       | –         | –       | –         | 1         | 1         |           |
| Tổng cộng             | Tổng cộng           | 0            | 0            | 1       | 1         | –       | –         | –       | –         | 1         | 1         |           |
| Steaua București      | 2017–18             | 2            | 0            | 0       | 0         | 0       | 0         | –       | –         | 2         | 0         |           |
| Tổng cộng             | Tổng cộng           | 2            | 0            | 0       | 0         | 0       | 0         | –       | –         | 2         | 0         |           |
| Steaua II București   | 2017–18             | 1            | 0            | –       | –         | –       | –         | –       | –         | 1         | 0         |           |
| Tổng cộng             | Tổng cộng           | 1            | 0            | –       | –         | –       | –         | –       | –         | 1         | 0         |           |
| FC Argeș              | 2017–18             | 4            | 0            | 0       | 0         | –       | –         | –       | –         | 4         | 0         |           |
| Tổng cộng             | Tổng cộng           | 4            | 0            | 0       | 0         | –       | –         | –       | –         | 4         | 0         |           |
| Tổng cộng sự nghiệp   | Tổng cộng sự nghiệp | 7            | 0            | 1       | 1         | 0       | 0         | –       | –         | 8         | 1         |           |

Thống kê chính xác đến trận đấu diễn ra ngày 23 tháng 9, 2017